# Ophiocomella sexradia
Ophiocomella sexradia is een slangster uit de familie Ophiocomidae.
De wetenschappelijke naam van de soort werd in 1887 gepubliceerd door Peter Martin Duncan.